# مقاطعة سوروكا
سوروكا هي مقاطعة في شمال شرق مولدوفا. مركزها الإداري هو مدينة سوروكا. في 1 يناير 2011 ، كان عدد سكان المنطقة 100 400 نسمة.

## التركيبة السكانية
في 1 يناير 2012 ، كان عدد سكان المنطقة 100100. ويعيش 37.5 في المائة في المناطق الحضرية و 63.5 في المائة في المناطق الريفية.
- المواليد (2010): 1051 (10.5 لكل 1000)
- الوفيات (2010): 1427 (14.2 لكل 1000)
- معدل النمو (2010): -376 (.73.7 لكل 1000)

### جماعات عرقية
| مجموعة عرقية | ٪ من الكل |
| ------------ | --------- |
| المولدوفيون  | 88.7      |
| الرومانيون   | 4.2       |
| الأوكرانيين  | 3.8       |
| الروس        | 2.0       |
| الكاكوز      | 0.0       |
| البلغار      | 0.0       |
| الغجر        | 1.0       |
| آخرون        | 0.2       |
| غير معلن     | 3.28      |

### دين
يشكل المسيحيون 98.4٪ من سكان سوروكا. الغالبية العظمى (97.8٪) من العقيدة الأرثوذكسية. تشكل تلك الطوائف البروتستانتية 0.6 ٪ من السكان بينما تشكل ديانات أخرى أو لا دين 1.6 ٪.
- المسيحيون الأرثوذكس - 97.8٪
- البروتستانت - 0.6٪
  - السبتيين - 0.2٪
  - الإنجيليون - 0.2٪
  - الخمسينيون - 0.1٪
  - المعمدانيين - 0.1٪
- أخرى - 1.1٪
- لا دين 0.5٪